# 紅頰黑猿
红颊黑猿（學名：Nomascus gabriellae），是一种分布在东南亚（越南、老挝及柬埔寨）的濒危灵长类动物。该种可能为黑长臂猿亚目的唯一物种。成年红颊黑猿体长60至80厘米，体重7千克左右，无尾。日间活动，主要分布在海拔1500至2000米的森林中。以水果、树叶和昆虫为食。每次生育产一胎，怀孕期约为200天，哺乳期2年。出生时幼猿为金黄色，一年后转为黑色。雌性进入青春期后重新转变为金黄色。